# VirtNet Runner - Il gioco della vita
VirtNet Runner - Il gioco della vita (The Game of Lives) è un romanzo fantascientifico per ragazzi del 2016 dello scrittore statunitense James Dashner, terzo capitolo della serie The Mortality Doctrine. La storia è ambientata in un mondo di tecnologia ultra-avanzata, cyberterrorismo e giochi virtuali.